# سانتياغو ألداما
سانتياغو ألداما (بالإسبانية: Santiago Aldama)‏ مواليد 7 ديسمبر 1968 في إسبانيا، هو لاعب كرة سلة إسباني. بدأ مسيرته الاحترافية في سنة 1987. مثّل منتخب بلاده. شارك في دورة الألعاب الأولمبية الصيفية سنة 1992. اعتزل اللعب في 2003.

## المسيرة الاحترافية
لعب ألداما لصالح العديد من الأندية منها نادي سرقسطة (1987-1990) و(1991-1994) ونادي بيناس ويسكا (1990-1991) ونادي بلد الوليد (1994-1995) ونادي سي بي غران كناريا (1995-1997).

## روابط خارجية
- سانتياغو ألداما على موقع الاتحاد الدولي لكرة السلة (الإنجليزية)
- سانتياغو ألداما على موقع الدوري الإسباني لكرة السلة (الإسبانية)
- سانتياغو ألداما على موقع كرة السلة الأوروبية.كوم (الإنجليزية)
- سانتياغو ألداما على موقع ريلجم (الإنجليزية)
- سانتياغو ألداما على موقع بروبوليرز (الإنجليزية)
- سانتياغو ألداما على موقع سبورتس رفرنس (الإنجليزية)
- سانتياغو ألداما على موقع أوليمبيديا (الإنجليزية)